# Centrale thermique Kyiv TEC 6
La centrale thermique de Kiev TEC 6 est une centrale thermique dans l'oblast de Kiev en Ukraine.

## Localisation
Elle se situe à Kyiv au 1 de la rue Poukhivska.

## Historique
Elle a ouvert en 1981 , elle fournit, en plus de l'électricité, un réseau de chaleur pour la ville. En 2006 a été mise en service la tranche n°6 par Alstom, d'une capacité de 180 Gcal/h d'un rendement de 94% avec moins de rejet de particules fines et ce dans la cadre d'un plan d'amélioration global pour la ville avec le financement de la Banque mondiale.
Lors de l'invasion de l'Ukraine par la Russie la centrale a été prise pour cible plusieurs fois le 25 février 2022, le 18 octobre.

## liens internes
- centrale thermique Kyiv TEC 5.
- Centrale électrique de Kiev.